# Sir Safety Pérouse
 (2 février 2022).
Le Sir Safety Pérouse est un club de volley-ball fondé en 2001 à Bastia Umbra, évoluant au plus haut niveau national (Serie A1).

## Historique
- 2001 : création du Sir Volley à Bastia Umbra
- 2005 : le club est renommé en Sir Safety Volley
- 2010 : Le club promu en Serie A2, est transféré à Pérouse et prend le nom de Sir Safety Pérouse
- 2012 : promotion en Serie A1
- 2018 : Lors de la saison 2017-2018 le club remporte, la Super Coupe, la Coupe d'Italie et le Championnat[2].

## Sponsors
- 2001-2005 : Sir Volley

Logo 2010-2022

- 2005-2010 : Sir Safety Bastia Umbria
- 2010-2015 : Sir Safety Perugia
- 2015- : Sir Safety Conad Perugia

## Résultats sportifs

### Palmarès
| Compétitions nationales | Compétitions internationales                 |
| - Championnat d'Italie (1) - Vainqueur : 2018 - Finaliste : 2014, 2016, 2019, 2021 - Coupe d'Italie (2) - Vainqueur : 2018, 2019 - Finaliste : 2014, 2020, 2021 - Supercoupe d'Italie (3) - Vainqueur : 2017, 2019, 2020 - Finaliste : 2016 | - Ligue des champions (0) - Finaliste : 2017 |

### Saison par saison
| Saison    | Championnat      | Championnat | Championnat | Championnat | Championnat | Championnat | Championnat | Championnat   | Coupe d'Italie | Supercoupe d'Italie | Coupe d'Europe      | Coupe d'Europe | Autres      | Autres      |
| Saison    | Division         | Niveau      | Phase I     | Pts         | M           | V           | D           | Play-offs     | Coupe d'Italie | Supercoupe d'Italie | Compétition         | Tour           | Compétition | Tour        |
| --------- | ---------------- | ----------- | ----------- | ----------- | ----------- | ----------- | ----------- | ------------- | -------------- | ------------------- | ------------------- | -------------- | ----------- | ----------- |
| 2001-2002 | Serie C (gr. ?)  | 5           |             |             |             |             |             |               | -              | -                   | -                   | -              | -           | -           |
| 2002-2003 | Serie C (gr. ?)  | 5           |             |             |             |             |             |               | -              | -                   | -                   | -              | -           | -           |
| 2003-2004 | Serie B2 (gr. F) | 4           |             |             |             |             |             |               | -              | -                   | -                   | -              | -           | -           |
| 2004-2005 | Serie B2 (gr. F) | 4           |             |             |             |             |             |               | -              | -                   | -                   | -              | -           | -           |
| 2005-2006 | Serie B1 (gr. C) | 3           | 6e/14       | 40          | 26          | 13          | 13          | -             | -              | -                   | -                   | -              | -           | -           |
| 2006-2007 | Serie B1 (gr. C) | 3           | ?           | ?           | ?           | ?           | ?           | Finaliste     | -              | -                   | -                   | -              | -           | -           |
| 2007-2008 | Serie B1 (gr. C) | 3           | 5e/14       | 53          | 26          | 19          | 7           | -             | -              | -                   | -                   | -              | -           | -           |
| 2008-2009 | Serie B1 (gr. B) | 3           | 2e/16       | 73          | 30          | 25          | 5           | Finaliste     | -              | -                   | -                   | -              | -           | -           |
| 2009-2010 | Serie B1 (gr. B) | 3           | 2e/16       | 78          | 30          | 27          | 3           | Finaliste     | -              |                     | -                   | -              | -           | -           |
| 2010-2011 | Serie A2         | 2           | 13e/16      | 30          | 30          | 9           | 21          | -             | -              | -                   | -                   | -              | -           | -           |
| 2011-2012 | Serie A2         | 2           | 1er/16      | 70          | 30          | 22          | 8           | -             | -              | -                   | -                   | -              | CIA2        | 1/2 finales |
| 2012-2013 | Serie A1         | 1           | 6e/12       | 33          | 22          | 11          | 11          | 1/4 de finale | 1/4 de finale  | -                   | -                   | -              | -           | -           |
| 2013-2014 | Serie A1         | 1           | 3e/12       | 46          | 22          | 16          | 6           | Finaliste     | Finaliste      | -                   | -                   | -              | -           | -           |
| 2014-2015 | Serie A1         | 1           | 4e/13       | 50          | 24          | 17          | 7           | 1/2 finales   | 1/2 finales    | -                   | Ligue des champions | Playoffs à 6   | -           | -           |
| 2015-2016 | Serie A1         | 1           | 5e/12       | 42          | 22          | 14          | 8           | Finaliste     | 1/2 finales    | -                   | Coupe de la CEV     | 1/4 de finale  | -           | -           |
| 2016-2017 | Serie A1         | 1           | 3e/14       | 62          | 26          | 21          | 5           | 1/2 finales   | 1/4 de finale  | Finaliste           | Ligue des champions | Finaliste      | -           | -           |
| 2017-2018 | Serie A1         | 1           | 1er/14      | 70          | 26          | 23          | 3           | Vainqueur     | Vainqueur      | Vainqueur           | Ligue des champions | 1/2 finale     | -           | -           |
| 2018-2019 | Serie A1         | 1           | 1er/14      | 67          | 26          | 22          | 4           | Finaliste     | Vainqueur      | 1/2 finales         | Ligue des champions | 1/2 finales    |             |             |
| 2019-2020 | Serie A1         | 1           | En cours    |             |             |             |             |               | En cours       | Vainqueur           | Ligue des champions | En cours       |             |             |

## Joueurs et personnalités du club

### Entraîneurs
- 2011-2014 :  Slobodan Kovač
- 2014-2015 :  Nikola Grbić
- 2015-déc. 2015 :  Daniel Castellani
- Déc. 2015-nov. 2016 :  Slobodan Kovač
- Nov. 2016-2019 :  Lorenzo Bernardi
- 2019- :  Vital Heynen